# 焚书坑儒

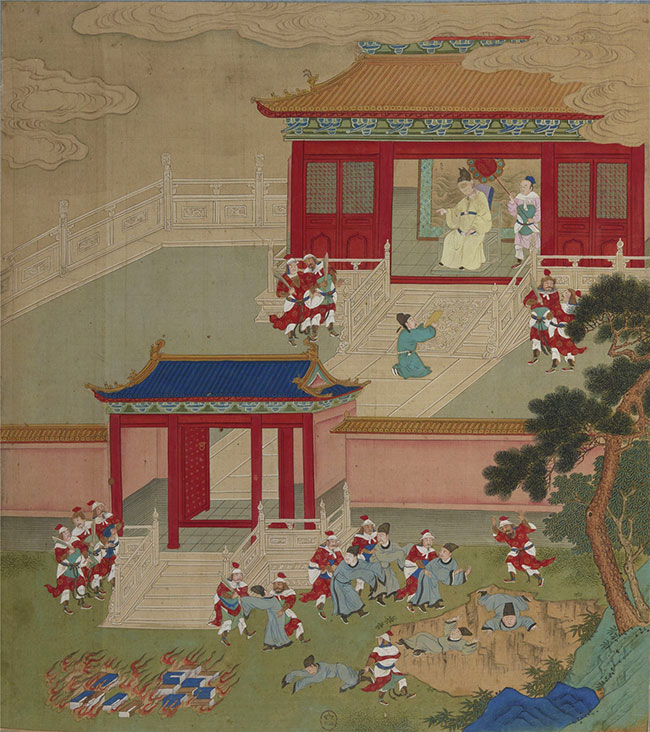
《帝鑑圖說》中描述秦始皇焚书坑儒的图画

焚书坑儒是秦始皇在公元前213年焚毁“诗、书、百家语和非秦國史書”、在公元前212年坑杀“犯禁者四百六十馀人”二事的合称。
現今有歷史學家對這段故事的細節持懷疑態度，表示它最初是在一個多世紀後出現在漢朝官方文獻《史記》中。作爲宮廷學者，司馬光完全有理由通過貶損先前的皇帝來擡高在他生活時期在位的皇帝，但後來的儒家學者並未對這一故事提出質疑。據歷史學家烏爾裏希·內寧格所稱，他們所傳遞的信息是：“如果你們奪走我們的性命，上蒼將會奪走你們王朝的命數。”
現今學者一致認爲，秦始皇蒐集並銷燬了許多他認爲是錯誤的或具有顛覆性的作品，他下令在皇家圖書館保存每部文本的兩份副本，其中一些在王朝覆滅後的戰亂中被毀，他雖曾下令處死學者，但不是採用活埋的方式，而且受害者並非“儒者”，原因是儒家尚未形成明確體系。

## 焚書
商鞅曾教秦孝公“燔詩書而明法令”。
公元前213年，秦始皇三十四年，秦统一中国第八年，博士齊人淳越在一次朝廷會議上提出恢復周朝的封建制：“沒有輔弼，發生變亂時誰來救朝廷呢？”丞相李斯反對，他認為時代變化，制度應該隨之變之化，不應該以古非今。李斯建議：「史書只保留秦國史書，其他國家的史書都焚毁；《詩經》、《書經》及诸子百家之書只有博士官所職可以保留，民間的都限期交出燒毁；農業、醫藥、占卜之書民間可以保留；想學法律的人以官吏為師。」秦始皇下旨同意。 史称“焚書”。烧天下诗书，诸侯史记尤甚，为其有所刺讥也。诗书所以复见者，多藏人家，而史记独藏周室，以故灭。独有秦记，又不载日月，其文略不具。秦火餘下到今的上古歷史書只有《逸周書》、《尚書》、《竹書紀年》、《左傳》、《楚居》等。
焚書的法令挾書律后来在漢惠帝時期才廢除。
隋代牛弘提出“五厄”之说，論中國歷代圖書被焚毁，首當其冲即為秦始皇焚書、二是赤眉入關、三是董卓遷都、四是劉石亂華、五是魏師入郢，蕭繹焚書。

## 坑儒
《史記·儒林列傳》記載：「及至秦之季世，焚詩書、坑術士。」
在焚书之后的第二年，即公元前212年，兩名为始皇煉製长生不老之药的術士侯生、盧生煉藥未果，據說後來更散佈許多對始皇不利、甚至誹謗的言論。始皇大怒，下令逮捕嚴辦。涉案者在審理時則向外指控誹謗始皇言論的來源，前后指控出四百六十餘人；秦始皇在盛怒中下令，將涉案者四百六十餘名坑杀在咸阳。
《史记·秦始皇本纪》记载，扶蘇向始皇進諫「诸生皆诵法孔子，今上皆重法绳之，臣恐天下不安」；秦始皇怒，让扶蘇去北方上郡（蒙恬駐軍所在）擔任監軍。
“坑儒”一词出处是西汉孔安国（孔子十二世孙）《〈尚书〉序》（這篇序有人懷疑是魏晉時期儒生鄭沖伪造。）：“及秦始皇灭先代典籍，焚书坑儒，天下学士逃难解散。”在此之前《史记·儒林列传》的说法是“及至秦之季世，焚诗书，坑术士，六艺从此缺焉”。有部分學者依《儒林列傳》記載「及至秦之季世，焚詩書、坑術士」，认为遭坑杀者的確不是儒生、而是當時涉案的術士。有評論認為當時之術士與儒生相等，也有指當时儒生多兼任術士的說法。支持“坑儒”提法的学者认为由《史记·秦始皇本纪》中记载的始皇长子扶苏的话“诸生皆诵法孔子，今上皆重法绳之”可知，秦始皇所坑掉的“诸生”中，固然有一部分术士，但大多数是“诵法孔子”的儒生。而反对“坑儒”提法的学者认为这是扶苏求情之话，无法用来证明秦始皇坑杀的是儒生，他们认为“焚书坑儒”并未废除儒学，儒家学说在焚书之后仍然存在。
汉学家乌尔里希·内因格尔曾发表文章，认为焚书次年秦始皇未曾集中杀害一批士人，所谓坑儒纯系传说，并非史实。《剑桥中国秦汉史》采信了其观点。2010年，李开元发表文章聲稱坑儒相關説法有四个疑点，他表示他认为司马迁错误使用了史料，但是，中国学者的态度基本一致，他們都认为《史记》上的相關记载是可靠的。

## 评价

### 漢代人評價
- 王充：秦虽无道，不燔诸子，诸子尺书，文篇具在，圣人之全经犹存。[13]

### 唐人評價
- 章碣：竹帛烟销帝业虚，关河空锁祖龙居。坑灰未冷山东乱，刘项原来不读书。

### 宋人評價
- 郑樵：“秦时未尝不用儒生与经学也。”“秦时未尝废儒。而始皇所坑之儒者，盖一时议论不合者耳。”“萧何入咸阳，收秦律令图书，则秦亦未尝无书籍也。其所焚者，一时间事耳。”“秦人焚书而书存，诸儒穷经而经亡。”“自汉以来，书籍至于今日百不存一二，非秦人亡之也，学者自亡之耳。”[14]
- 朱熹：秦焚书也只是教天下焚之，他朝廷依旧留得；如说“非秦记及博士所掌者，尽焚之”，则六经之类，他依旧留得，但天下人无有。[15]

### 明人评价
- 朱彝尊：秦本坑乱道之儒而非圣人之徒。
- 李贽《史纲评要》（有人疑为伪托）：李斯关于焚书的上书“大是英雄之言，然下手太毒矣。当战国横议之后，势必至此。自是儒生千古一劫，埋怨不得李丞相、秦始皇也。”

### 清人评价
- 刘大櫆：“六经之亡非秦亡之也，汉亡之也。”“书之焚，非李斯之罪，而项籍之罪也”。[16]

### 近现代评价
- 康有为：秦焚书，六经未因此而亡。秦坑儒，儒生未因此而绝。自两生外，鲁诸生随叔孙通议礼者三十余人，皆秦诸生，皆未尝被坑者。其人皆怀蕴六艺，学通《诗》《书》，逮汉犹存者也。然则以坑儒为绝儒术者，亦妄言也。 汉制「郡国计偕，诣太常受业如弟子」，犹因秦制也。夫博士既有守职之藏书，学者可诣吏而受业，《诗》《书》之事，尊而方长，然则谓「秦焚《诗》《书》，六艺遂缺」，非妄言而何？然而二千年之学者遂为所惑，虽魁儒辈出，无一人细心读书，祛其伪妄者，岂不异哉！[17]
- 章太炎：秦焚《诗》、《书》、百家语在人间者，独博士如故，将私其方术于已，以愚黔首。故叔孙通以文学征，待诏博士；而陈胜之起，诸生三十余人得引《公羊》“人臣无将”以对。（郑樵、马端临说，实本《论衡》。《论衡·正说篇》曰：“令史官尽烧‘五经’，有敢藏《诗》、《书》、百家语者刑，惟博士乃得有之。”近人多从其说。）或曰：秦火及“六籍”，不燔诸子。诸子尺书，文篇俱在，可观。（见《论衡·书解篇》）孟子徒党虽尽，其篇籍得不泯绝。（《孟子题辞》）余以为工程师地法令者，自《秦纪》、《史篇》（秦八体有大篆，不焚《史篇》）、医药、卜筮、种树而外，秘书私窃无所不烧，方策述作无所不禁。然而文学辩慧单于人心，上下所周好，虽著令，弗能夺也。后李斯者，汉初挟书之令未多，然娄敬以戍卒晚路，上谒高帝，亦引《大誓》为征。汉之法令弗能绝也。若其咸阳之坑死者四百六十人，是特以卢生故，恶其诽谤，令诸生传相告引。亦由汉世党锢之狱，兴于一时，非其法令必以文学为戮。数公者，诚不以抵禁幸脱云。[18]
- 章太炎：诸巫食言，乃坑术士，以说百姓。[19]
- 梁启超：二事同为虐政，而结果非可以一概论。坑儒之事，所坑者咸阳四百余人耳。且祸实肇自方士，则所坑者什九皆当如汉时文成、五利之徒，左道欺罔，邪谄以易富贵，在法宜诛也。即不然，袭当时纵横家余唾，揣摩倾侧，遇事风生；即不然，如叔孙通之徒，迎合意旨，苟以取荣。凡若此辈，皆何足惜!要之当时处士横议之风，实举世所厌弃。虽其志节卓荦，道术通洽之士，亦较他时代为特多，然率皆深遁岩穴，邈与世绝矣。其仆仆奔走秦廷者，不问而知其为华士也。始皇一坑正可以扫涤恶氛，惩创民蠹，功逾于罪也。[20]
- 鲁迅：秦始皇实在冤枉得很，他的吃亏是在二世而亡，一班帮闲们都替新主子去讲他的坏话了。不错，秦始皇烧过书，烧书是为了统一思想。但他没有烧掉农书和医书；他收罗许多别国的“客卿”，并不专重“秦的思想”，倒是博采各种的思想的。[21]
- 呂思勉：在《管子·法禁》，《韩非子·问辨》两篇中，早有焚书的主张。秦始皇及李斯就把他实行了。把关涉到社会、政治问题的“诗、书、百家语”都烧掉，只留下关系技术作用的医药、卜筮、种树之书。涉及社会、政治问题的，所许学的，只有当代的法令；有权教授的人，即是当时的官吏。若认为始皇、李斯此举，不合时代潮流，他们是百口无以自解的，若认为有背于古，则实在冤枉。他们所想回复的，正是古代“政教合一，官师不分”之旧。古代的情形是如此，清朝的章学诚是发挥得十分透彻的。坑儒一举，乃因有人诽谤始皇而起，意非欲尽灭儒生，并不能与焚书之事并论。[22]
- 郭沫若《十批判書·呂不韋與秦王政的批判》：在严刑峻法的威胁高压之下，普天四海大烧其书……这无论怎么样说不能不视为中国文化史上的浩劫。书籍被烧残，其实还在其次，春秋末叶以来，蓬蓬勃勃的自由思索的那种精神，事实上因此而遭受了一次致命的打击。[23]

### 当代评价
- 侯外庐：我们以为，焚诗书是始皇绝古的历史手笔，然而“绝古”的手笔如此其残暴，百家思想也就在“一尊”道理之下，连类而被禁了。因此，秦代的焚诗、书，废古语，和汉代的注诗、书，尊经师，其形式虽相反，而其实质则相一致，都是把活的自由思想斩绝。[24]

- 文化大革命期间，梁效、罗思鼎、卫今等认为秦始皇是地主阶级代表，为镇压奴隶主的复辟活动，采取焚书坑儒这一措施，打击奴隶主阶级的复辟势力，禁止他们利用反动孔学制造复辟舆论，对巩固新兴地主阶级的中央集权制度起了重要的作用。[25]毛澤東曾经作诗給郭沫若说“焚坑事件要商量。”[26] 洪世涤写道：“秦始皇的‘坑儒’，只是坑了咸阳四百六十个‘以古非令’的反动儒生，这样的镇压措施，对于‘厚今薄古’，巩固统一，是完全必要的。”[27]

- 柏杨《中国人史纲》：嬴政大帝虽然焚毁儒书，目的只在限制崇古思想的传播，对儒家学者，仍继续保留他们的职位，而且继续鼓励他们研究。[來源請求]
- 白寿彝《中国通史》：秦始皇焚书坑儒，意在维护统一的集权政治，反对是古非今，打击方士荒诞不经的怪谈异说。[來源請求]

## 史籍上的記載

### 對學者的懲罰
根據司馬遷所著《史記》上的記載，公元前221年，秦始皇統一中國後，宰相李斯建議禁書，以統一思想和政治觀點 。
宰相李斯這樣説：
臣請史官非秦記皆燒之。非博士官所職，天下敢有藏詩、書、百家語者，悉詣守、尉雜燒之。有敢偶語詩書者棄市。以古非今者族。吏見知不舉者與同罪。令下三十日不燒，黥為城旦。所不去者，醫藥卜筮種樹之書。若欲有學法令，以吏為師。——司馬遷，《史記》（《太史公傳》第六章《秦始皇本紀》三十四年(西元前213年)）
李斯認為有三類書籍在政治方面上是最危險的：   詩歌（尤其是《詩經》）、史書（《書經》和秦國以外的其他國家的史書）及哲學。古代的詩歌和史書記載了許多關於古時賢明君王的故事。李斯認為，如果人民閱讀這些作品，他們很可能會緬懷過去，並且對現況感到不滿。他之所以反對各種哲學流派，是因為它們所倡導的政治理念往往與極權主義政權格格不入。

### 後果
由於史書未有詳盡記載，因此中國知識遺產的受損程度難以評估。然而，一些事實表明，這一事件的影響雖是持久的，但並不廣泛。首先，李斯所寫的奏疏記載了所有科技類書籍不得遺失一事。其次，即使是那些「令人反感」的書籍，尤其是詩歌和哲學，也被保存在皇家檔案中，並且被允許由官方學者所保留。
某些類別的史書遭受了古代最嚴重的損失之一。秦朝時期開始之前，國家史書存世極少。李斯表示，所有非秦朝文獻的史書都應被焚毀。目前尚不清楚這些史書的副本是真的被焚毀了，還是被允許留在皇家檔案館。即使有些史書得以保存，它們也可能在公元前206年被毀，當時敵人攻佔並焚毀了秦皇宮，而這些檔案很可能就被存放在宮中。
在戰國時期，幾乎沒有任何關於國家歷史、認可或愛國主題的資料留存下來。尤里‧派恩斯只找到了兩首詩歌，分別是《哀郢》及《國殤》。這兩首歌都收錄在《楚辭》中，其展現了楚國的愛國精神。戰國時期的其餘愛國文學作品都已消亡。然而，秦朝在禁書運動中有所選擇。 「憧憬永恒帝國」這一思想傳統得以被保留。秦朝的禁書運動旨在改寫歷史，將「大一統」描繪成一個古老而普遍的理想。這目標的實現或許出乎他們的意料。 二十二個世紀後，派恩斯無視了焚書運動，並且探明了戰國時期愛國主義的缺失和壓倒性的世界主義。

#### 後來發生的焚書事件
秦末，被存放在峨旁宮的國志被大火燒毀。生活在唐朝時期的詩人張頡寫了一首被稱為《焚書坑》的詩辭，講述了秦兵及起義兵（當中劉邦及項羽先後進入咸陽）所實施的破壞政策：
竹帛煙銷帝業虛，
關河空鎖祖龍居。
坑灰未冷山東亂，
劉項原來不讀書。

### 對學者的坑殺
據説秦始皇在被徐福及韓忠這兩個方士欺騙後，為了尋求長壽，在禁令生效後的第二年，秦始皇帝下令將首都的460多名學者活埋。這一説法建基於《史記》（第六章）的一段內容：
於是使御史悉案问诸生，诸生传相告引，乃自除犯禁者四百六十馀人，皆阬之咸阳，使天下知之，以惩後。益发谪徙边。始皇长子扶苏谏曰：「天下初定，远方黔首未集，诸生皆诵法孔子，今上皆重法绳之，臣恐天下不安。唯上察之。」
生活於二世紀的魏弘的作品所記錄的人數增加了七百人。

## 學術界觀點

### 對於相關説法的質疑
學者麥可·尼蘭聲稱，雖然關於“焚書”的説法具有神話般的意義，但是它經不起仔細推敲。尼蘭表示他認爲，生活在漢朝時期的學者之所以指控秦朝譭棄儒家“五經”，部份是因為他們“誹謗”了他們所擊敗的那個國家，而部分是因為生活在漢朝時期的學者誤解了這些文本的性質，原因是直到漢國被建立之後，司馬遷才將“五經”冠以“儒家的”之名。
尼蘭聲稱，秦朝朝廷任命了專攻《詩經》及《尚書》的古典學者，這意味着這些文獻本應被豁免，而《禮記》及《左傳》並不包含對於秦始皇用以作爲毀滅戰敗的封建國家的理由的那種頌揚之詞。她聲稱，這個故事可能基於這樣一個事實：   秦國的宮殿在公元前207年被夷爲平地，許多書籍無疑在那時被遺失了。馬丁·克恩補充説，秦朝及漢朝初期的文獻經常引用經典著作，尤其是《尚書》及《詩經》，如果這些文獻真的像所報道的那樣被焚毀，那麼這是不可能發生的。
司馬遷對那批學者被處決一事所作的描述也存在類似的難點。首先，早於《史記》的文獻並未提及這些處決事件，《史記》中也沒有以具體名字指稱任何儒家學者是處決事件的受害者，事實上，在公元一世紀之前，沒有任何其他文獻提到過這些處決事件。已知最早使用“焚書坑儒”這一著名短語的文獻，是在公元4世紀初才出現的。
司馬遷宣稱，這些學者被“坑”了，這個詞 他還在其他幾處地方使用過。這些地方的上下文表明，這裡的“坑”意爲“殺害”，而非“活埋”。在較早的文本中，“坑”字的意思是“坑穴、壕溝”，而後才衍生出“設陷阱殺害”的含義。司馬遷用這個詞來描述敵軍被徹底殲滅的場景。這種誤解出現在後來的朝代，當時“活埋”這個含義變得普遍了。
2010年，研究秦漢時期歷史的研究員李開元發表了一篇題爲《焚書坑儒的真僞虛實── 半樁僞造的歷史》的文章，對“坑儒”這個説法提出了四點質疑，並且聲稱司馬遷在對史料的使用上有不當的地方。李開元表示他認爲，焚書坑儒是一個僞歷史事件，它是通過巧妙的手法將真實的“焚書”與虛假的“坑儒”被捏合而成的。

### 社會學批判
商鞅被處死之後，秦國保留了商鞅所提倡的改革政策，但在秦朝時期開始前放棄了嚴酷的刑罰政策。蕭公昭也認為秦朝放棄了商鞅的反儒家理念。翻譯者尤里‧派恩斯聲稱，《商君書》第三章、第四章及第十一章抨擊了「仁、義、孝、悌、信、誠」等「基本（儒家）道德規範」，然而，此類言論僅限於前幾章。
根據出現於秦末時期的《呂氏春秋》上的記載，商鞅去世之後，秦惠文王保留了對於殺人者的死刑，但恩赦殺人者此舉是可以的。在一個故事中，秦惠文王主張恩赦一位墨家父親的兒子，因為他是自己唯一的兒子。這位墨家父親為了體現墨家思想，拒絶了這項請求。儘管商鞅的法律較為嚴格，不過秦朝更傾向考慮環境及家庭關係的相關法律，而墨家則秉持公正的對於殺人者的死刑。這類法律及赦免制度或許並非儒家思想的真正體現，但它們通常被認為是儒家精神的體現。
《呂氏春秋》是大秦帝國軍閥統治的代表，其中一部分軍事主義者認為老子、孔子、墨子及楊朱等人物是危險的，但對他們不予評判。 《呂氏春秋》對各種思想體係都一視同仁，將他們納入秦國百科全書。儘管《呂氏春秋》對外來學說持保守態度，不過它力求“通達一切知識”，與批判秦朝的道家百科全書 《史記》相媲美。在這一點上，它們甚至可以並列為道家百科全書。雖然沒有高度重視孝道，但是顯然，參與對這本書的編寫的學者非常重視學問。道家的〈仁書〉這一章節試圖說服一位無知的統治者，只要他讓（博學的）大臣來做事，他就能高人一等。